# Älmhult (comune)
Älmhult è un comune svedese di 15 632 abitanti, situato nella contea di Kronoberg. Il suo capoluogo è la città omonima, capoluogo della contea.
È sede di IKEA ed ospita il primo negozio aperto da Ingvar Kamprad nel 1958, oggi trasformato nel Museo IKEA.

## Località
Nel territorio comunale sono comprese le seguenti aree urbane (tätort):
| # | Località | Popolazione |
| - | -------- | ----------- |
| 1 | Älmhult  | 8.642       |
| 2 | Diö      | 867         |
| 3 | Liatorp  | 581         |
| 4 | Eneryda  | 331         |
| 5 | Delary   | 203         |